# 特定封筒郵便物
特定封筒郵便物（とくていふうとうゆうびんぶつ）は、日本郵便によって専用に用意された「特定封筒」を用いた郵便物である。第一種定形外郵便物の一つとして扱われる。
大きく分けてレターパックとスマートレターの二つが存在し、そのうちレターパックはレターパックプラスとレターパックライトに分けられる。

## 概要
料額印面が印刷された専用の「特定封筒」に内容物を入れて差し出される郵便物である。あくまで日本国内限定のサービスであり、海外への送付はできない。
また、郵便オプション（特殊取扱）については付加することができない。書留郵便の扱いができないため内容物の紛失や毀損による補償は行われないほか、現金を送ることもできない。書留郵便（現金を送るための現金書留も含めて）や速達郵便、代金引換などの特殊取扱を付加したい場合は、定形郵便物または定形外郵便物などを利用することになる。

特定封筒の形を変えるような一部の切り取りその他の加工をしたものは差し出すことができない。上半分（届け先・送り主の住所欄）へは住所のみを記入し、何かを貼ったり、他の事項を書き入れることはできない。上下の境で半分へ折り畳んで保管し折り目がついても良いが、差し出す際には伸ばして元の折り畳まれていない状態で投函する。
特定封筒の交換手数料は、いずれも1枚55円（2024年10月以降）かかる。発売開始時は40円、2014年4月1日から2019年9月30日までは41円、2019年10月1日から2024年9月30日までは42円だった。
2021年10月から、郵便物の配達日数の変更が行われたが、レターパック（プラス・ライトとも）については、従来通り土・日・祝祭日も通常通り配達され、地域により差出日の翌日か翌々日に配達される。スマートレターは一般の定形外郵便物と同等扱いのため、差出日の翌々日か3日後の配達（土・日・祝祭日は配達せず）となる。

## レターパック
エクスパックが販売終了した2010年3月31日の翌日である4月1日に販売が開始された。荷物の扱いだったエクスパックに対して、レターパックは郵便物の扱いとなり、信書を送付することが可能となった。
郵便ポストまたは郵便窓口に差し出すことができる。ただし、一部の郵便ポストは差し出し口が小さいため投函できない場合がある。郵便物の追跡サービスがあり、封筒ごとに付加された追跡番号（お問い合わせ番号）で配達状況を確認できる。
遠方へ差し出す場合は航空機輸送が行われる。内容物に航空機輸送できない品が含まれる、内容物記載がない、あるいは不明瞭の場合は鉄道輸送もしくは陸送となり配達が数日遅れる。その一方で、個人宅宛てであれば、普通郵便物やゆうメールの配達休止日である土曜・日曜・祝日にも基本的には配達するため、投函する曜日や配達先の地域によっては普通郵便物などよりも早く到着する場合もある。
旧料金のレターパックを送る際は、差額分の切手を貼れば送ることができる。なお、料額印面の下に消印用に確保された書き込み禁止のスペースがあるが、差額分の郵便切手を貼る場合に限ってはこの領域も使用できる。

### レターパックプラス
制度上の正式名称は「交付記録郵便とする特定封筒郵便物」。すなわち、料金に交付記録郵便の加算料金が含まれている。郵便ポストへの投函や郵便窓口への差し出しのほかに集荷サービスの依頼も可能である。
発売当初はレターパック500と称し、郵便料金は500円だった。2012年5月にレターパックプラスに改称。以降、料金改定に伴い、2014年4月1日に510円、2019年10月1日に520円、2024年10月1日に600円になった。封筒デザインは赤。封筒の大きさは縦340mm、横248mm。重量制限は4kgで、厚さに関しては制限がない。ただし、封筒に破損がなく、閉じている状態でなければ差し出しできない。重量制限を超えて、ポストに投函して差し出した場合は返送される。配達先では交付記録郵便により、対面配達を行い、受取人に対し受領証に押印または署名を求める。
留守の場合、宅配ボックスのあるマンションでも、取扱いの規定により宅配ボックスに配達はしない。宅配ボックスに必ず入れてほしい場合は住所欄末尾に「不在時宅配ボックス希望」と書き、逆に、宅配ボックスに入れてほしくない場合は住所欄末尾に「宅配ボックス禁止」と書く。戸建住宅などの宅配ボックスへの配達は配達郵便局に依頼書を提出し、施錠ができることに加え、受領証発行機能を備えたロッカー型の場合、またはアンカーなどで躯体等に固定されている場合に限り可能。

### レターパックライト
制度上の正式名称は「交付記録郵便としない特定封筒郵便物」。
発売当初はレターパック350と称し、郵便料金は350円だった。2012年5月にレターパックライトに改称。以降、料金改定に伴い、2014年4月1日に360円、2019年10月1日に370円、2024年10月1日に430円になった。封筒デザインは青。封筒の大きさは縦340mm、横248mm。重量制限は4kg、厚さ制限は3cm。重量および厚さ制限を超えている場合は差し出すことができず、ポストに投函した場合は返送される。配達先では郵便受けに配達する。レターパックライトに差額分の切手を貼ってレターパックプラスとして差し出すことはできない。

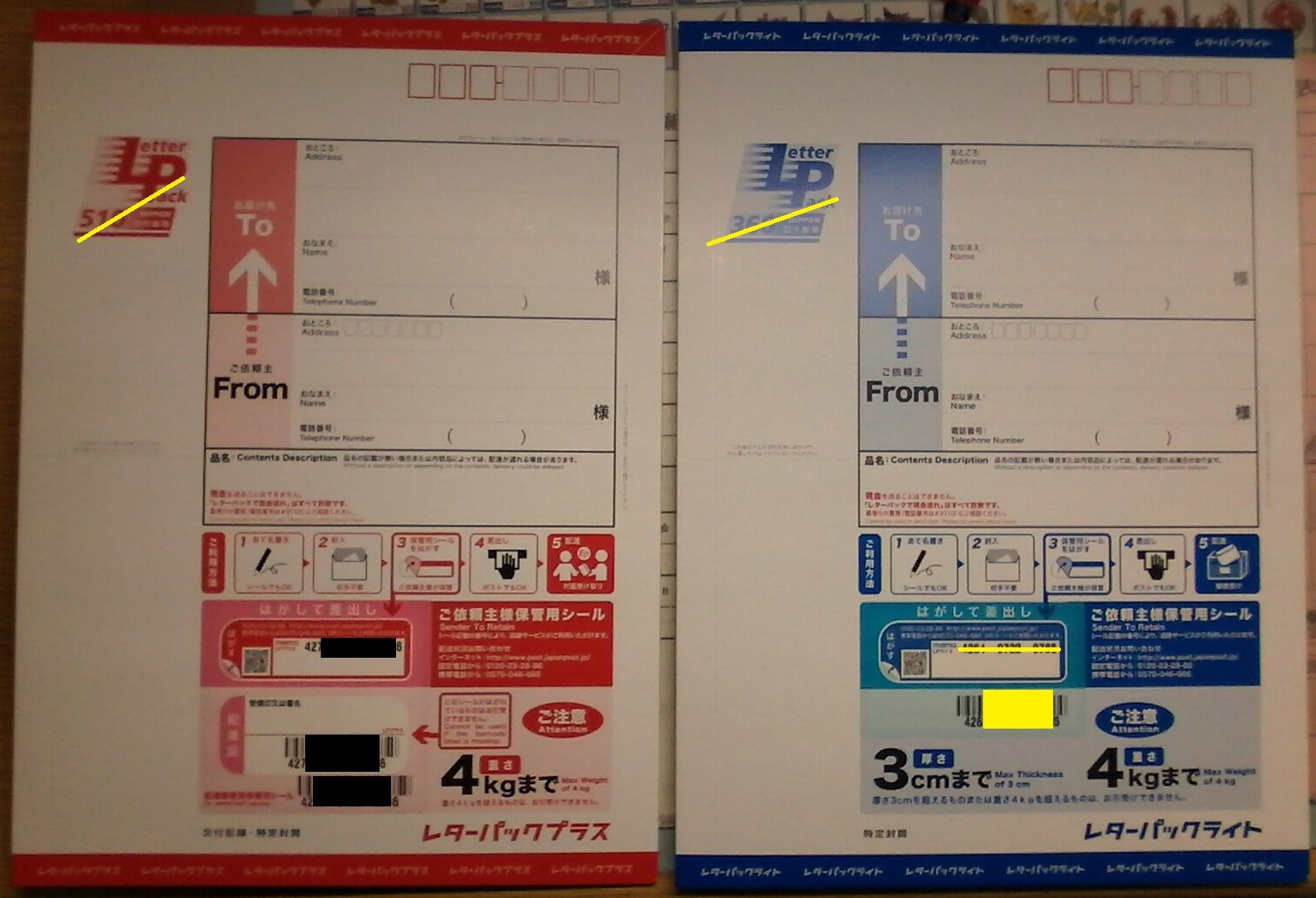
各種レターパック 左：プラス（510円→現：520円） 右：ライト（360円→現：370円）
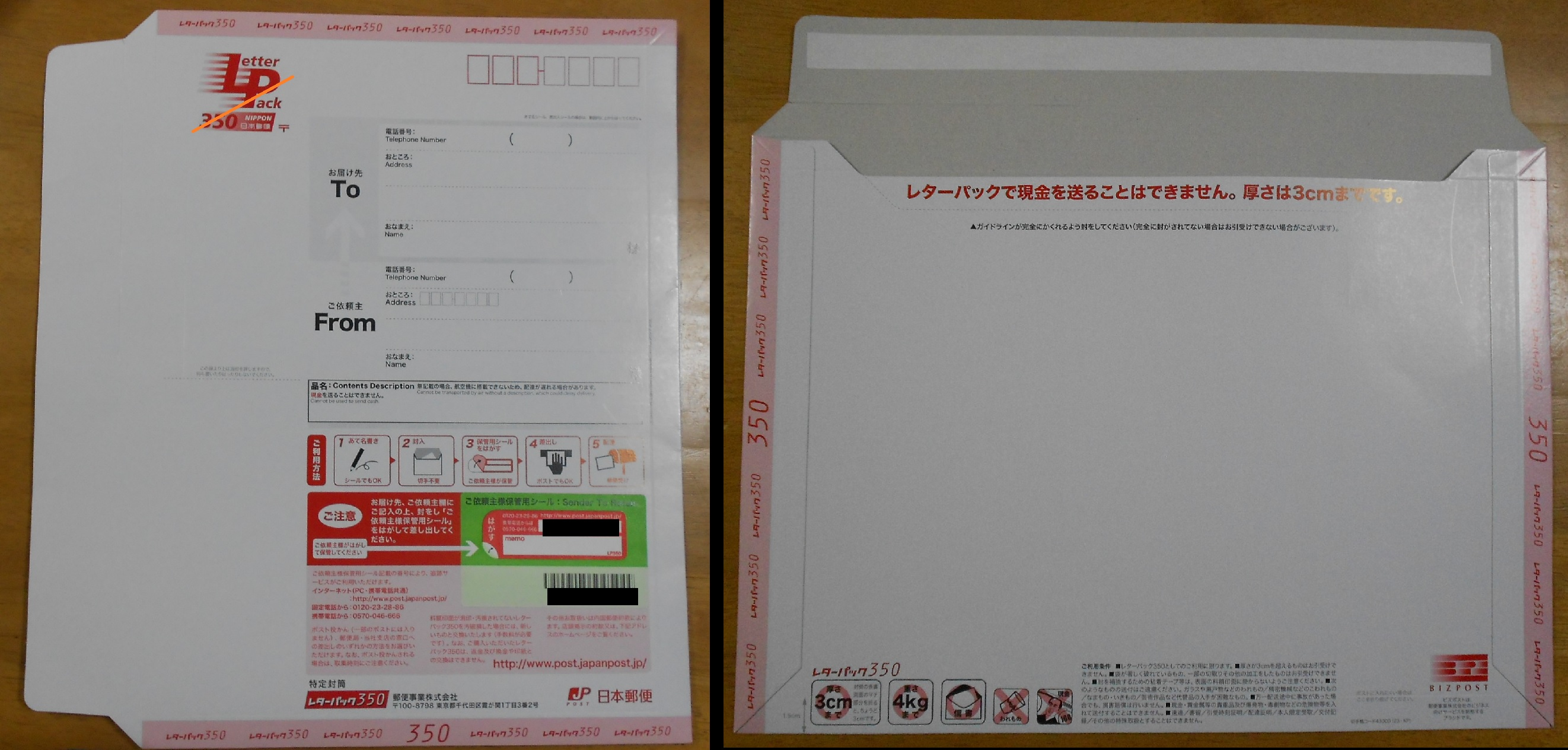
レターパック350 （2012年12月購入、現レターパックライト）

## スマートレター
スマートレターは、日本郵便が提供するサービスの一つ。レターパックと同様に専用の特定封筒による特定封筒郵便物である。制度上の正式名称は「小型特定封筒を使用する郵便物」。
2015年4月3日にサービスが開始された。発売当初、専用封筒は東京都での発売に限られ、5月11日に埼玉県、千葉県、神奈川県、静岡県に、6月15日に愛知県および大阪府に販売地域を拡大した。全国発売は2015年8月3日。
郵便料金は210円（2024年10月1日以降）。封筒の大きさは縦250mm、横170mm。重量制限は1kg、厚さ制限は2cm。重量及び厚さ制限を超えている場合は差し出すことができず、ポストに投函した場合は返送される。配達先では郵便受けに配達する。
レターパックとは異なり、郵便物の追跡サービスには対応していない。また、差額分を払ってレターパックライトやプラスとして使用することもできない。

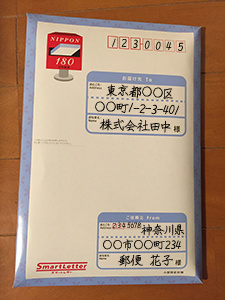
スマートレター
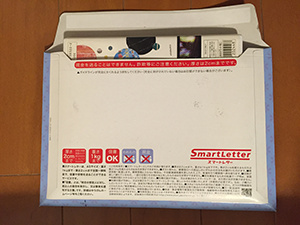
DVDパッケージが1つ入る程度の大きさである。

## 料金の変移
| 期間                         | レターパック  | レターパック  | スマートレター |
| 期間                         | プラス（500） | ライト（350） | スマートレター |
| ---------------------------- | ------------- | ------------- | -------------- |
| 2010年4月1日～2014年3月31日  | 500円         | 350円         | （未発売）     |
| 2014年4月1日～2015年4月2日   | 510円         | 360円         | （未発売）     |
| 2015年4月3日～2019年9月30日  | 510円         | 360円         | 180円          |
| 2019年10月1日～2024年9月30日 | 520円         | 370円         | 180円          |
| 2024年10月1日～              | 600円         | 430円         | 210円          |